# فريسنيكورت لي دولمن
فريسنيكورت لي دولمن (بالفرنسية: Fresnicourt-le-Dolmen)‏ هي بلدية تقع في إقليم باد كاليه من منطقة نور با دو كاليه في شمال فرنسا. تبلغ مساحة هذه المدينة 7.95 (كم²)، وترتفع عن سطح البحر 188 م، يبلغ عدد سكانها 880 نسمة حسب إحصاء المعهد الوطني للإحصاء والدراسات الاقتصادية سنة 2009 م. وترأس Michel Fréville البلدية خلال فترة (2008-2014).